# Logística de um evento musical

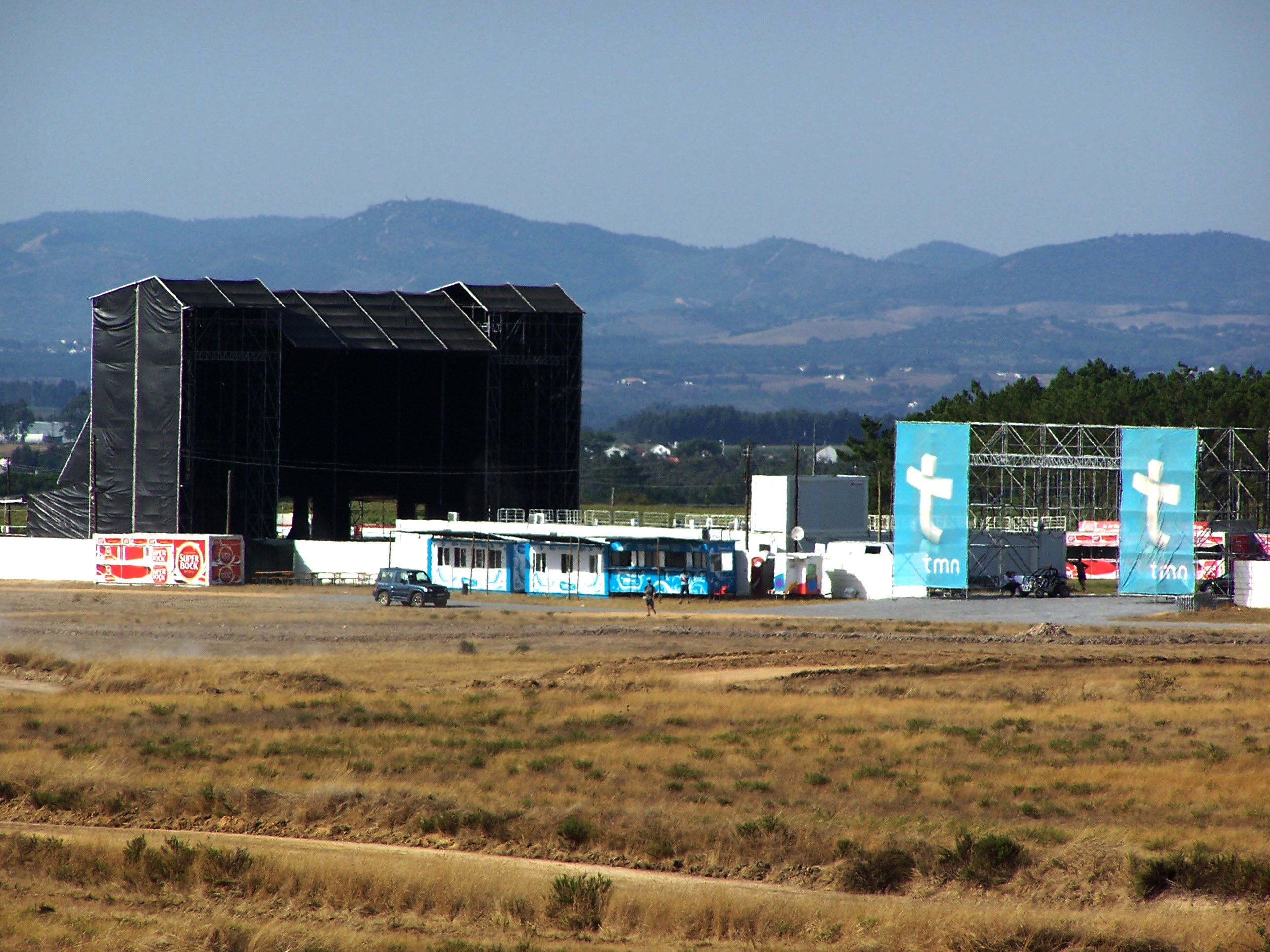
Figura 1. Recinto de um evento musical.

A logística de um evento musical tem como objetivo fornecer todos os recursos, equipamentos e informações necessárias ao êxito de um espetáculo musical.
A realização de grandes eventos é um processo logístico complexo, porque quando se juntam milhares de pessoas num local, há que assegurar toda a infraestrutura necessária para satisfazer as suas necessidades, bem como coordenar o programa proposto que, afinal, é o motivo que junta todas essas pessoas. Como regra escolhem-se locais que detêm estruturas preexistentes, ou que facilmente se adaptam, mas existem eventos que devido à sua «natureza» fogem desses locais, tornando a sua organização um processo extremamente complicado e onde parece estar tudo por fazer.
Comum a todos os eventos musicais está o facto de os níveis de eficácia exigidos serem sempre os mais altos, e que o sucesso ou não destes depende numa grande parte de uma muito boa logística(Logística, 2007).

## Logística da Dimensão

### Logística da dimensão "recinto fechado"

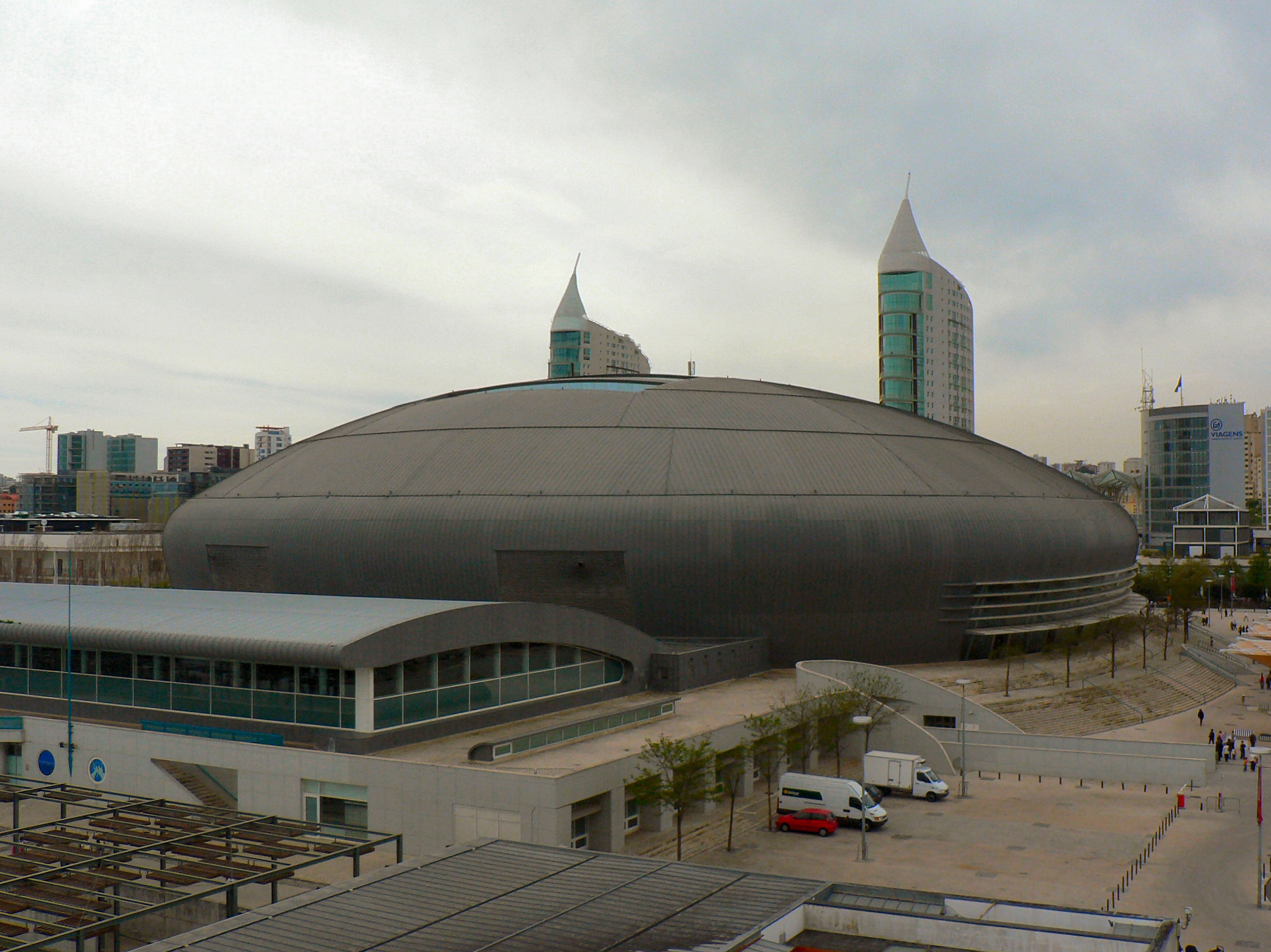
Figura 2. Evento musical em "recinto fechado".

A dimensão do evento musical a realizar é sem dúvida um dos aspetos mais importantes e determinantes para o sucesso deste, dependendo do tipo de evento os problemas logísticos podem ser os mais diversos.
Evento musical em "recinto fechado":
O chamado "recinto fechado" é um local em que os eventos musicais não acontecem ao ar livre, normalmente estes espaços são infra-estruturas construídas de raiz ou adaptadas propositadamente para a realização dos mais diversos tipos de espectáculos, em que neles, ao contrário dos recintos abertos, problemas como iluminação, condições de higienee saneamento, alimentação ou acessibilidades são à partida facilitados, pois estes estão preparados para satisfazer as mais diversas situações. Estes recintos são locais pontuais, que são alugados para eventos que normalmente acontecem apenas num dia, com tempo limitado de horas e apenas suportam uma actividade de cada vez(HOMEPAGE, 2006).

### Problemas logísticos
Nos eventos musicais o número de pessoas esperadas é essencial para a escolha da dimensão do local, e os factores que influenciam mais este número são: os artistas que vão actuar, o preço dos bilhetes, e o "ambiente" que nele se vai gerar.
Os Artistas
Como em qualquer outro tipo de atividade os artistas estão naturalmente ordenados devido a diversos factores, e têm vários tipos de popularidade, como tal o número de pessoas esperadas nos seus concertos dependem dela. No caso de um concerto de um artista conceituado mundialmente é necessário um recinto mesmo muito grande, porque o número de pessoas esperadas é sempre muito elevado, logo é necessário encontrar um local suficientemente grande para abranger todas essas pessoas, enquanto um artista não tão popular não requer um espaço tão grande, aliás um espaço muito grande para um artista que não o necessite torna-se prejudicial pois o recinto parece muito mais vazio tornando o espectáculo mais "pobre" comprometendo assim o sucesso do evento.
Preço dos bilhetes
Um factor essencial para a quantidade de pessoas é o preço dos bilhetes. No caso de artistas reconhecidos, tal permite que o preço dos bilhetes possa aumentar porque é quase certo que o número de pessoas permaneça o mesmo, mas se for mantido demasiado baixo dá origem a situações de esgotamento que por sua vez dão origem à prática de crimes devido às vendas ilícitas de bilhetes. Num artista mais mediano se o preço dos bilhetes aumentar, muitas das pessoas que o iam ver desistem, e se este se manter mais baixo mais pessoas são tentadas a irem assistir mesmo não gostando tanto. 
O factor social ("ambiente")
O factor social em que está inserido o concerto também é essencial, a Madona é um artista que atravessa várias gerações, e o seu estilo é abrangente a uma grande maioria da população em qualquer parte do mundo, logo isto torna um dos factores que contribuem para o tão elevado número de pessoas. O contrário também pode acontecer e tem que ser tido em conta, por exemplo um artista se for muito popular mas apenas dentro de um determinado estilo musical é necessário ter em atenção se no país ou região que vai actuar existem comunidades ligadas ao seu meio, porque se nesse local não houver o número de pessoas vai ser certamente mais reduzido.

## Logística da dimensão em "recinto aberto"

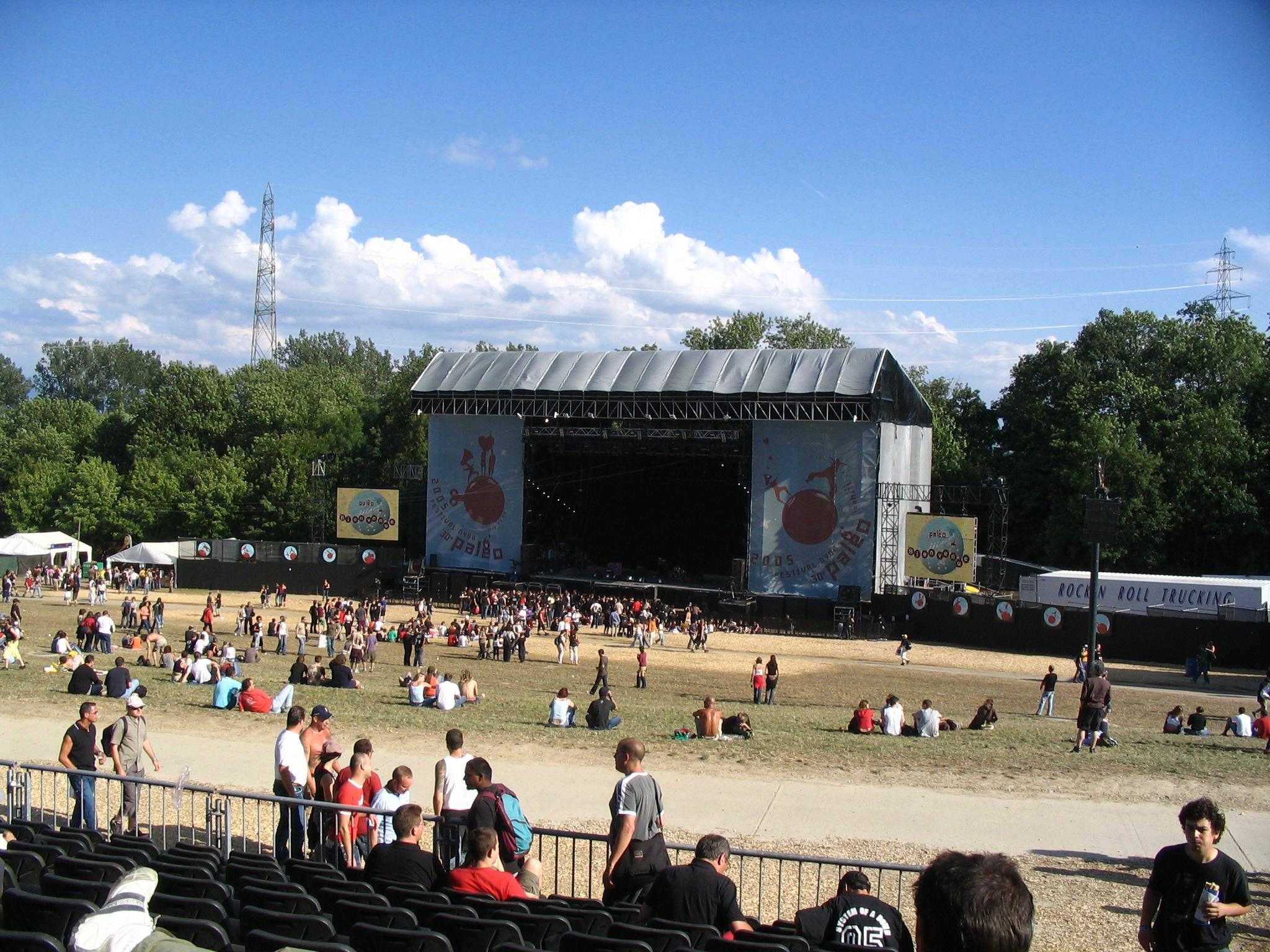
Figura 3. Evento musical em "recinto aberto".

Ao contrário de um evento realizado em "recinto fechado", em "recinto aberto" tal como o nome indica o evento realiza-se ao ar livre, e é neste ponto que as complexidades logística aumenta. Ao contrário de um "recinto fechado" que já possui na maioria dos casos as infra-estruturas necessárias à realização dos eventos, neste caso tudo é começado do ponto zero, e condições que à partida são dados adquiridos como saneamentos básicos, electricidade entre outras têm que ser equacionadas também. Estes recintos na maioria dos casos são utilizados apenas uma vez por ano, exclusivamente para um único fim e por vários dias.

### Problemas Logísticos
Semelhante aos eventos realizados em "recinto fechado" a escolha da dimensão do local vai ser condicionada pelo número de pessoas, mas este número é em muito superior ao caso anterior logo a dimensão também vai ter que ser muito maior também, mas não há só que contar só com o espaço do concerto propriamente em si, porque nestes eventos em "recinto aberto" como se prolongam por vários dias temos que contar com o espaço para os dormitórios, para as refeições, higiene, e as próprias actividades que são disponibilizadas ao longo do dia aos participantes para que estes estejam entretidos ao longo do dia até à hora pelo motivo todos se encontram lá, os concertos. Os próprios concertos ao contrário do recinto fechado em que apenas um artista de cada vez ou dois no máximo, nestes eventos existem vários locais com diferentes estilos mascais onde ao mesmo tempo vários artistas estão a tocar em simultâneo, logo vai provocar novamente uma adição de espaço em relação ao "recinto fechado". Mais uma vez, o número de pessoas (que como referido anteriormente vai condicionar o tamanho do local) vai ser influenciado pelos artistas, o preço dos bilhetes, o factor social em que se encontra.
Artistas
A primeira questão que se coloca é o porquê de um festival desta natureza incorporar mais pessoas que um festival em "recinto fechado", a resposta a esta questão reside no facto da diversidades de estilos e actividades extra musicais que se pode encontrar neles, em quanto num evento realizado em "recinto fechado" as pessoas se deslocam apenas para ver os artistas, nestes festivais não é só interesse musical que se encontra, muitas pessoas independentemente do cartaz vão pelo convívio social. O primeiro problema logístico que realmente se coloca é o de achar um local suficientemente grande e agradável onde se possa inserir tantas pessoas, tendo em conta preocupações económicas, ambientais e de tamanho. Para começar uma de duas escolhas temos realizar, um espaço desta envergadura ou se encontra numa grande cidade ou fora dela, e tomando como exemplo o Festival Sudoeste que é o maior evento ao ar livre a nível nacional, a logística deste problema foi pensada e começou-se por decidir que um espaço desta envergadura e agradável para o conceito social em que se encontrava tinha que ser fora da cidade, esta opção por um lado facilitou a procura de um local suficientemente amplo e "descampado" mas complicou todos os outros processos porque realmente não existia qualquer tipo de condições, tomando como outro grande exemplo um outro festival desta feita à escala mundial realizado em Portugal, o Rock in Rio ao contrario do Sudoeste decidiu optar por um local dentro da cidade, o que complicou muito o encontro deste, mas facilitou a recolha de infra-estruturas necessárias à realização deste.
Preço dos bilhetes
Mais uma vez o preço dos bilhetes é um factor essencial para o número de pessoas, e como neste tipo de evento a variedade é um factor presente a escolha dos artistas tem que ser equacionada de modo a juntar a relação preço qualidade, de modo a que o número de pessoas que estejam interessadas seja bastante elevado, mas de modo também a que o preço dos bilhetes não fique muito alto podendo desinteressar potenciais participantes. No tópico Logística Económica abordarei este tema mais profundamente.
Os artistas tal como para no caso do "recinto fechado" as condições que se aplicaram, são também todas válidas, mas neste caso temos uma simplificação porque devido às dimensões do recinto podemos colocar mais que um palco de dimensões variáveis conforme a popularidade do artista, não necessitando assim de recorrer a outro recinto.
O factor social ("ambiente")
O factor social mais uma vez é determinante, e mais no evento em "recinto aberto" que no evento em "recinto fechado" devido ao facto já referido anteriormente que devido às actividades extra musicais e ao convivo social terem um peso superior. O tema do evento é normalmente escolhido com base na localização deste, em que época do ano é realizado, e em que base cultural está assente, assim e por puxando novamente o exemplo do festival Sudoeste, é um evento que se realiza em Agosto no Verão logo tem muita importância o facto de se encontrar junto à praia, também o facto de Agosto ser o mês de férias para a maioria das pessoas e este se encontrar fora da chamada área urbana e os seus acessos serem mais complicados, facilita que mais faixas etárias possam ter acesso a ele, apesar de contudo este ser um festival destinado a uma faixa etária mais jovem, o que influencia também o tipo de artistas que lá vão actuar. Por sua vez tomando agora como exemplo o Rock in Rio que se realiza em Junho e apesar de ser um mês em que muitas pessoas ainda estão no activo laboral tem sempre muita aderência isto porque, realizando-se em Lisboa, capital de Portugal e não sendo necessário parque de campismo possibilita que muita gente apenas vá um dia, com a facilidade de acessos que a capital oferece e retornem à sua casa podendo no dia seguinte continuar com a sua actividade.

## Logística de Estruturas
Depois de escolhido o recinto em que se irá realizar o evento, quer seja ele fechado ou aberto, o próximo problema logístico a ponderar será o facto de ele oferecer ou não condições à realização do evento. As condições do evento mais uma vez irão depender do número de pessoas e do tipo deste, mas é de realçar que a complexidade dos problemas logísticos irão ter maior preponderância no evento em "recinto aberto" porque nele, ao contrário do outro tudo se encontra por fazer. Neste campo de logísticas de estruturas teremos que averiguar os mais diversos temas, dando especial importância para: Segurança, meio ambiente, alimentação, infra-estruturas e acessos.

## Logística de estruturas em "recinto fechado"
Como já foi referido anteriormente, em "recinto fechado" a estrutura onde se realiza o evento é uma estrutura que foi concebida para este fim, facilitando muitos problemas logísticos pois já possui parte das condições necessárias.

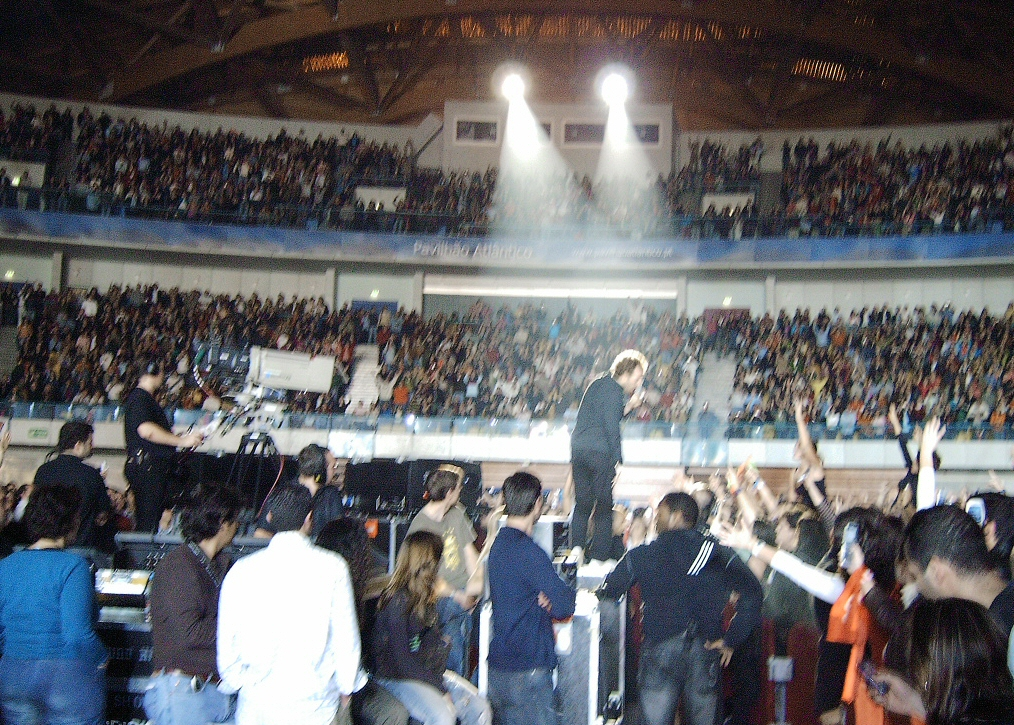
Figura 4. Infra-estrutura de um evento em "recinto fechado".

### Segurança
A organização da segurança é um grande problema logístico, e neste e como em qualquer tipo de evento é um factor essencial, porque apesar de todas as preparações, de um grande espectáculo se não houver segurança o evento nunca se poderá considerar um sucesso. No capítulo da segurança existem dois principais tipos de meios a considerar, o meio humano e o meio tecnológico(HOMEPAGE, 2009).
Prevenção
Como em qualquer situação a prevenção é a melhor solução para evitar problemas e na segurança este lema é fundamental, logo para isso existem diversas leis que podemos adoptar, como é um evento em "recinto fechado" deve-se de proibir fumar dentro da sala, pois evita muitos problemas de incêndio e de queimaduras, optando para tal reservar um espaço seguro em que esse possa realizar essa actividade, deve-se proibir a entrada na sala durante o decorrer do evento, com esta medida ajuda-se a ter uma maior noção do número de pessoas presentes tornando mais fácil a resolução em caso de existência de um problema e evita o sobre loteamento do recinto, deve-se proibir a entrada de objectos que sejam considerados perigosos colocando a entrada detectores de metais e pessoal especializado que possa revistar os participantes no encontro de um eventual objecto, esta medida e das mais importantes de segurança pois evita danos muito graves quer em material quer nos próprios participantes, deve-se também proibir a entrada de animais domésticos ou selvagens ainda que domesticados, esta medida e importante pois para além de permitir um maior número de participantes de ir nunca se sabe como um animal possa reagir fora do seu habitat (seja ele fechado ou aberto) porque o simples facto de estar na presença de muita gente, de muito barulho, e luz pode descontrolar o animal e causar nele reacções inesperadas podendo por em risco os participantes e o material presente, e por fim deve-se ter sempre um plano de emergência de segurança para as mais diversas situações, esta medida é importante na medida em que caso alguma coisa corra mal, o mais importante é que os participantes possam ser evacuados na maior segurança e também ajuda no aumento do tempo de resposta porque a resolução das situações está previamente definida.
Meios Humanos
A prevenção na segurança é um factor importante mas por sim só não é suficiente, por isso existem outros meios à nossa disposição para garantir que tudo corra pelo melhor, e os meios humanos são um deles. O número de seguranças a ser utilizado deve ser mediante o número de pessoas que se esperam no evento, e devemos ter em cuidado nesse número pois não pode ser demasiado pequeno, pois se existir algum problema pode não ser suficiente, e não pode ser excessivamente grande com risco de criar um ambiente "pesado" é os próprio participantes não se sentirem confortáveis comprometendo o evento. Deverá existir seguranças a controlar as entradas e saídas no recinto durante o evento, e também dentro do próprio, deve existir uma equipa de seguranças apenas a salvaguardar os interesses dos artistas. Os seguranças deveram ser pessoal especializado para o desempenho da função, porque pessoal não qualificado em vez de ajudar pode surtir o efeito contrário ao que se seria de esperar, criando eles próprios os problemas. Para além de uma equipa de segurança privada, devemos ter preparado uma ligação directa à polícia de segurança pública que poderá ter de intervir se verificar que não temos capacidade para lidar com algum tipo de situação. Para além da polícia de segurança pública devemos ter também uma ligação directa aos bombeiros, porque em casa de incêndios os meios mecânicos e o "staff" pode não ser suficiente para lidar com a situação, e por último e não menos importante devemos ter ser uma equipa de segurança médica pronta a intervir dentro do recinto a qualquer momento.
Meios mecânicos
Os meios mecânicos são usados como um complemento aos meios humanos para facilitar a sua tarefa, e nunca em substituição dos mesmos. Neste campo existem diversos equipamentos à nossa disposição e deveremos sempre usar o máximo que podermos. Estes equipamentos estão divididos por 4 grandes grupos:
Sistema Automático de Detecção de Incêndios (SADI) composto por:
• Botoneiras de Alarme
• Sistema Automático de Extinção de Incêndios por Dióxido de Carbono
• Sistema Automático de Detecção de Gases
• Sistema Automático de Detecção de Inundação
• Desenfumagem
• Depósito abastecedor da rede de incêndios
• Bocas-de-incêndio
• Tomadas de Água
• Cortinas de Água
• Extintores Portáteis e Móveis
• Compartimentação corta-fogo e Portas corta-fogo
• Sistema Automático de extinção de incêndios por sprinkle
Sistema de Detecção de Alarme de Intrusão e Roubo (SADIR) composto por:
• Circuito de câmaras de segurança no interior e exterior do Pavilhão, interligadas a um sistema de gravação periódica de forma a registar as ocorrências anómalas
• Sistema de Comunicação Via Rádio
• Sistema de Controlo de Acessos
• Sistema de Som – Public Adress – para o envio de mensagens urgentes
• Sistema de Detecção de Intrusão
Sistema de Iluminação de Socorro e Emergência
Todo o interior do recinto deverá estar dotado de um sistema de iluminação de emergência ligado a um grupo gerador /"UPS " dinâmica, o qual, em caso de falha de energia, garante os sistemas vitais e de segurança do edifício.
Deve existir ainda uma rede de blocos autónomos de iluminação de socorro assinalando todas as saídas e percursos de emergência.
Outras Considerações
O recinto deverá possuir um Centro de Controlo Local – CCL – que é o local de coordenação e execução de acções de controlo e vigilância. Este local, que se encontra sob a direcção do coordenador da segurança, centraliza todas as informações dos sistemas e alarmes provenientes dos diversos locais integrantes do através de uma consola de segurança e na qual se encontram instalados os seguintes equipamentos e dispositivos:
• Detecção de Incêndios
• Extinção de Incêndios
• Detecção de Monóxido de Carbono e Gases Combustíveis
• Detecção de Inundações
• Detecção de Intrusão
• Desbloqueamento das Saídas
• Controlo de Acessos
• Controlo de Rondas
• Alarmes de Defeito Técnico dos Equipamentos com Funções de Segurança
• Sinalização da Rede de Águas de Combate a Incêndio
• Processamento e visualização das imagens provenientes de todas as câmaras de televisão existentes
• Operação dos postos de intercomunicação afectos a acções de segurança e dos postos principais de comunicações via rádio
• Ligação à central de telecomunicações para operação de telefonemas para comunicação com o edifício e o exterior
• Operação do sistema de distribuição geral de som para a difusão de mensagens de emergência (Sistema de Public Adress)
• Comunicações directas com a PSP e os Bombeiros
• Actuação das cortinas de água previstas nas áreas concessionadas
• Operação do sistema de desenfumagem

### Meio Ambiente
Neste campo e em relação a eventos em recinto fechado não existe um grande problema logístico pois os recintos concebidos para estes espaços já estão preparados para receber eventuais detritos que possam ser causados, apenas verificar se o número de recipientes adequados é suficiente para o número de pessoas.

### Alimentação
Neste campo em relação aos participantes do evento, normalmente estes recintos estão preparados com diversas zonas onde é possível comer vários tipos de refeição, e apenas deve-se acertar a oferta à procura esperada. Mas não devemos apenas contar com os participantes do evento, mas também com o staff necessário à realização do mesmo que estarão previamente bastante tempo a preparar toda a actividade e é necessário fornecer também alimentação a estes.

### Infra-estruturas
As infra-estruturas envolve todo o espaço físico onde o evento é realizado, mas mais uma vez um evento em recinto fechado já está preparado para este tipo de situações. Deve-se ter em atenção que cada artista tem as suas características e deve ser discutido previamente com o mesmo que extras devem ser equacionados para tudo esta pronto no momento, neste ponto duas situações podem surgir, uma se o artista traz o seu próprio staff que prepara todo ele o espectáculo, outra se o organizador do evento que prepara, e aí algumas complicações logísticas podem surgir porque previamente temos de saber que extras serão necessários à realização do evento, e é necessário contactar fornecedores de materiais, equacionar quanta quantidade de cada material é necessário, dando especial atenção para os temas da luz som e imagem, contactar técnicos especializados e operadores necessários para que o evento possa ser realizado.

### Acessos
Os acessos é um ponto essencial para a realização de um qualquer tipo de evento, deve ser necessário que este esteja bem situado e forneça alternativas nos mais diferentes tipos de transportes para que ninguém seja limitado à presença deste. No caso de um evento em recinto fechado esta situação torna-se mais fácil, porque estes recintos como são projectados para este fim, são equacionadas todas estas situações e normalmente situam-se em locais com fáceis acessos. Deve-se também incluir na promoção dos espectáculos diversos artigos informativos sobre como se pode aceder ao recinto das mais diversas formas.

## Logística de Estruturas em "Recinto aberto"

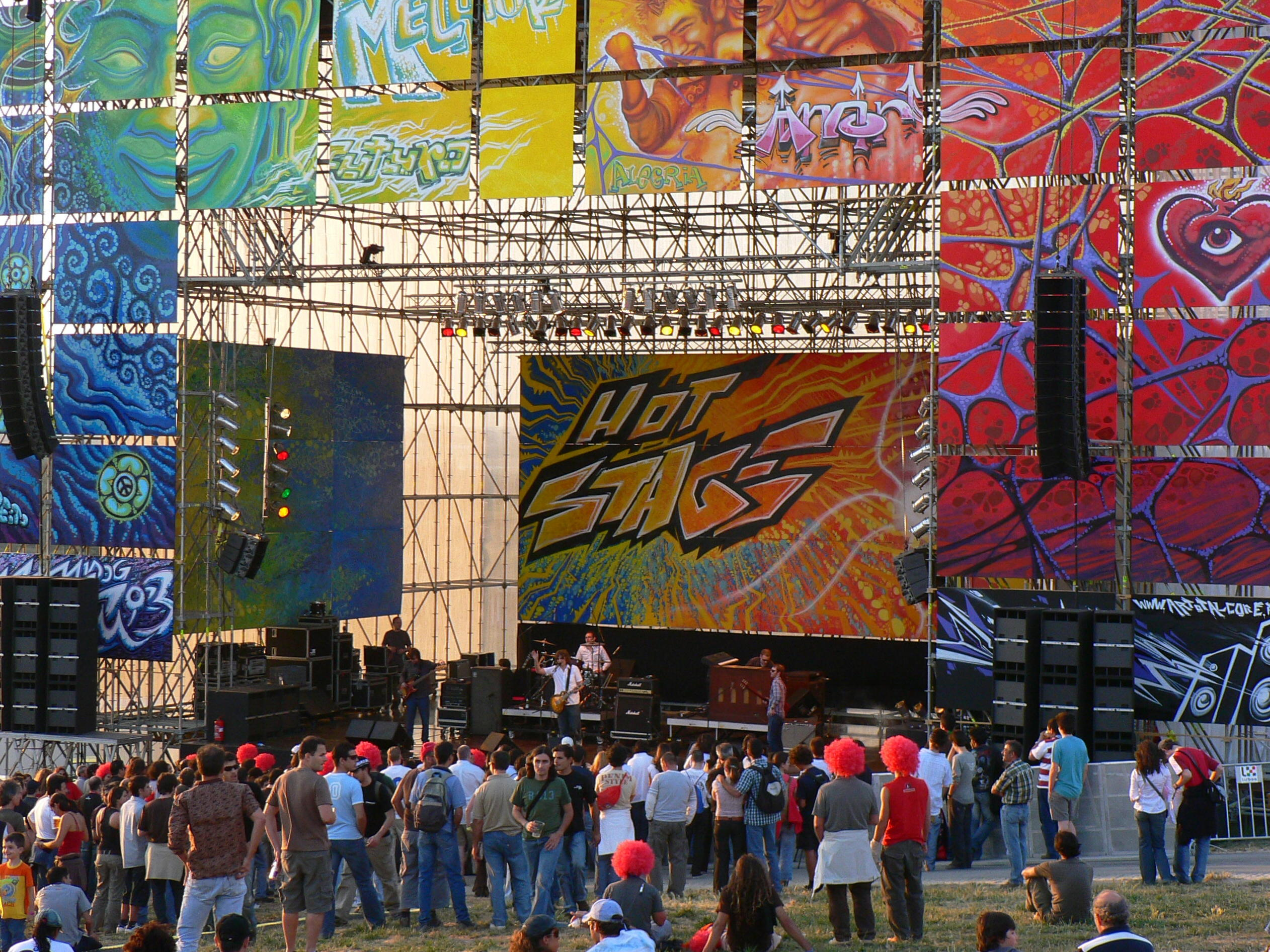
Figura 5. Infra-estrutura de um recinto aberto.

Este é provavelmente o problema logístico mais complicado de todos dentro da organização de eventos, as estruturas em "recinto aberto". Como já foi referido algumas vezes ao contrário do evento em "recinto fechado" neste caso temos que organizar tudo de raiz, devemos partir do início que apenas temos o espaço para realizar o evento e a partir daí tudo tem que ser construído de modo a que tudo corra sem problemas.

### Infra-estruturas em "recinto aberto"
As infra-estruturas em "recinto aberto" são um processo extremamente complicado e requer uma enorme capacidade logística, tão grande que cada área da sua estrutura tem de ser supervisionada por equipas individuais especializadas, cada uma na sua área. Esta preparação começa muito tempos antes do evento pois requer um enorme planeamento quer a nível de recursos humanos, quer a nível de recursos materiais. Depois de escolhido o espaço o primeiro passo é planear o layout, deve-se escolher as áreas de estacionamento, de recepção, a própria que vai servir de suporte à estrutura musical, as áreas de serviços como alimentação, bebidas, higiene, actividades lúdicas, vendas de merchandising entre outras, as áreas de apoio técnico a todos os presentes, e não esquecer que nestes casos em "recinto aberto" temos de ter em conta que o evento normalmente realiza-se por mais que um dia e é necessária uma área para acampamento.
Depois de escolhido o layout é necessário dar início à instalação das estruturas, como estes eventos normalmente ocorrem em locais remotos é necessário também garantir um fornecimento de água e luz bastante abrangente visto que tem que abranger várias milhares de pessoas, e no caso da luz vários equipamentos extremamente potentes e que consumem um grande volume de electricidade. Começa-se a montar os palcos e as estruturas que servirão de suporte aos serviços prestados que já previamente foram referidos, neste campo é ncessário contratar empresas especializadas e realizar inventários às necessidades exigidas, quer de materiais, quer de tempos disponíveis.
Com o esqueleto montado é necessário iniciar a montagem das estruturas técnicas, nomeadamente os mais tipos diversos de equipamentos de som, imagem, pirotecnia entre outros, que é necessário colocar no local devidamente instalados, ligados, alimentados e prontos a funcionar. Este campo é extremamente complexo porque a existência de diversos palcos exige a rotação das bandas pelos mesmos e isso inclui também a rotação de equipamentos técnicos de acordo com a necessidade de cada banda.
Todas estas infra-estruturas físicas, estão sempre suportadas por uma enorme infra-estrutura virtual desenvolvida de modo a coordenar, controlar e facilitar todos os processos logísticos das mais diversas áreas. São necessárias muitas estações de trabalho ligadas a este campo, baseadas em ligações de alto débito pois para uma estrutura desta dimensão é necessário a passagem de muita informação ao mesmo tempo. Este tipo de estruturas controla diversos factores como a gestão de entradas, estruturas de processamento de imagens do evento para publicação na internet, disponibilização de banda larga de qualidade aos artistas e gestão de stocks. Também a multimédia disponibilizada durante o decorrer do evento é inerente a esta estrutura, desde a música que vais passando no intervalo dos espectáculos, às grandes projecções que enriquecem o evento(Judas, 2006).

### Segurança
A segurança à semelhança de um evento realizado em "recinto fechado" é essencial para este tipo de evento e todas as regras usadas para ele também são validas em "recinto aberto", a principal diferença é os números quer em meios humanos quer em meios técnicos devido à diferença da quantidade de participantes. Num evento em "recinto aberto" a dificuldade de controlar e dar assistência a todos os participantes é necessariamente mais complicada, porque o espaço em si é muito maior e não estão reservados a uma única zona. Como existem acampamentos torna-se difícil controlar objectos potencialmente perigosos para entrar porque uma simples faca pode ser tanto usada como utensílio como arma, e não se pode proibir a sua entrada devido às inúmeras utilidades que esta apresenta. Para estes eventos deve-se contratar uma empresa privada de segurança, necessitando para isso de um inventário para o número de pessoas previsto, horas e áreas de concentração, de mais população e não esquecer que a vigilância tem que ser realizada 24 horas por dia durante o decorrer do evento. Devido à dimensão deverá ser montada dentro do próprio recinto o vários postos de segurança quer pública quer privada, e também fora deste. A segurança deve naturalmente ter um controlo mais apertado junto à entrada do recinto e acampamento caso exista para que se despistem eventuais abusos e situações irregulares no que diz respeito a entradas de público. Deverá também ser colocados agentes à civil misturados com os participantes, para melhor garantir a segurança destes e também de modo a que não se comprometa o bem-estar destes. Atenção especial deverá ser dada aos equipamentos presentes, e cuidados mais particulares aos elementos das bandas que irão actuar.
Também no caso da assistência médica esta acção deverá ser realizada em maior escala, e devido por vezes à distância que existm entre o recinto e o hospital mais próximo deverá ser instalado um mini hospital dentro do recinto de modo a garantir os primeiros cuidados médicos caso necessários. Este igual funcionamento deverá ser adoptado para os bombeiros.
Deverá estabelecer-se horários bem definidos para as diversas actividades realizadas no recinto e para os serviços prestados, e fornecer pulseiras identificativas de modo a poder-se controlar melhor o fluxo populacional que a eles aderem, e melhor poder efectuar as operações de controlo e manutenção de todo o equipamento(Lopes, 2008).
.

### Meio Ambiente
Como este evento se realiza em "recinto aberto" um cuidado muito especial com o meio ambiente deve ser tomado, porque ao contrário do "recinto fechado" pela quantidade populacional e pelo tempo do evento existe uma maior probabilidade de prejudicar o meio ambiente quer dentro do próprio recinto quer nas imediações deste. Para começar antes de se iniciar todo o processo de construção deve ser feito um estudo de impacto ambiental, para ver o quanto se está disposto a sacrificar o meio ambiente, se trará melhorias se o prejuízos ambientais poderão ser remediáveis. Depois deste estudo realizado, e as infra-estruturas devera-se promover acções de sensibilização para com os potencias participantes para que estes fiquem mais receptivos aos problemas ambientais durante a realização do evento, incentivando-os a não poluir, a reciclar o lixo, e a ir sempre que possível de transportes públicos, e para que estas acções sejam facilitadas devera-se preencher o recinto com ecopontos, pilhões, e sinalizá-los correctamente para que a sua localização seja de fácil conhecimento e fácil acesso, e no caso dos transportes deverá ser facultada informação pelos mais diversos meios de comunicação de quais os melhores a usar dependendo da localização em que o participante se encontra. Na construção do evento devera-se sempre que possível utilizar materiais recicláveis, e depois no seu decorrer deve-se utilizar materiais de baixo consumo como lâmpadas, e tentar angariar o máximo de energias provenientes de fontes naturais como a instalação de painéis solares de forma para que o consumo de energia seja reduzido ao máximo. Mas por mais que os participantes tentem não poluir existe sempre um mínimo de poluição associado que não pode ser dispensado, e para isso deverá ter-se sempre uma equipa de limpeza pronta a actuar, e que regularmente deverá manter o recinto limpo, para além disso no projecto do recinto devera-se incluir um espaço que não prejudique o ambiente para a colocação desse lixo, e utilizar um sistema eficaz de recolha do mesmo de modo a que esses detritos sejam encaminhados para os locais correspondentes, para terem o fim mais ecológico possível. Posteriormente à realização do evento deverá ser feito um estudo para verificar qual a quantidade de poluição realiza dentro do recinto e se possível movimentar acções de combate a essa poluição como a plantação de árvores(Redacção, 2008).

### Acessos
Ao contrário de evento em "recinto fechado" que normalmente situa em locais nas grandes cidades e de fácil acesso, um evento em "recinto aberto" devido à sua dimensão, um local de tal grandeza normalmente fica situado em regiões de acesso algo complicado. Para combater estas contrariedades devera-se como já foi referido anteriormente disponibilizar através de todos os meios de comunicação possíveis as formas mais fáceis de acesso de qualquer zona do país onde esse evento se realize. Mas se esse acesso não existir para que este parâmetro não seja um entrave ao sucesso do evento deverá ser criado um acesso de raiz caso seja possível, serem disponibilizados meios para os transportes dos participantes, ou então negociar com as entidades dos transportes formas de estes poderem trazer os participantes com ganhos para as duas partes(Monteiro, 2008).
.

### Alimentação
Para a alimentação as condições aplicadas nos eventos em "recinto fechado" aplicam-se de igual modo neste caso também. Mas nesta situação e ao contrários das estruturas em "recinto fechado" devera-se construir infra-estruturas de raiz para que essa alimentação possa ser fornecida, e com ela condições de suporte à preservação dos alimentos. Devera-se ter vários tipos de ementas de modo a agradar a todos os participantes e ao fim de cada dia deverá ser feito um inventário para verificar qual a quantidade consumida, que produtos devem ser repostos e que quantidade de stock ainda esta disponível. Para o caso dos participantes não pretenderem alimentar-se dentro do recinto deverá ser facultada informação dos pontos de restauração mais próximos ao local(Logística, 2007).

### Staff
Em eventos em "recinto aberto", e desde a fase de inicial da construção do esqueleto devera-se contratar pessoal qualificado ou subcontratar empresas para que possam laborar nas várias fases de preparação. Com o decorrer do evento, além das já referenciadas equipas de segurança, limpeza entre outras, deverá estar sempre presente equipas de técnicos para manutenção do equipamento envolvido de modo a assegurar que se algo correr mal uma solução breve possa ser arranjada. O número de staff deverá ter em vista que todos os serviços à disposição deverão poder ser prestados de modo eficiente e em tempo razoável. Uma das formar de arranjar staff para o evento, tendo em vista um custo mais reduzido é recorrendo ao voluntariado, desta forma fornecendo alguns privilégios ao candidato, poder-se-á ter pessoal, a que podemos instruir alguma qualificação prévia, a colaborar na realização do evento quase a custo zero(Logística, 2007).

## Logística dos Artistas
Neste campo iremos falar dos eventos em "recinto" fechado e em " recinto aberto" em simultâneo porque o que ambos têm em comum, e são eles a principal atracção e que movimentam mais participantes são os artistas. O processo de formar um cartaz no caso de um evento em "recinto aberto" e um único artista no caso em "recinto fechado" é extremamente complexo porque requer muito tempo de antecedência e existem pormenores que aparentemente são superficiais mas que sem eles é impossível trazer o ou os artistas desejados a participar no nosso evento. No caso de um evento em "recinto" aberto como temos de elaborar um cartaz com vários artistas inicialmente temos de verificar qual é o nosso público alvo e que gostos musicais na sua generalidade mais aprecia, mas uma das facilidades logísticas neste caso e que como temos à disposição vários palcos podem estar várias bandas a tocar ao mesmo tempo agradando a um número superior de pessoas, oferecendo várias alternativas, no caso de um evento em "recinto fechado" é precisamente o contrário em que os participantes se deslocam ao local com um objectivo bem delineado de qual o artista que irão ver, e sabem que não existe opção de escolha. Concluído o estudo de mercado é necessário verificar no caso de um evento em "recinto aberto" qual o cartaz ideal e qual o cartaz possível, e isto por vezes existe uma grande diference porque tal como num evento em "recinto fechado" é preciso verificar quais os músicos disponíveis, os que andam em digressão e os que estão a trabalhar em estúdio.Verificada esta situação e tendo a certeza da disponibilidade ou não do artista que estamos interessados em que participe no nosso evento inicia-se o processo de contacto com o artista, e começa-se a decidir os parâmetros do contracto, parâmetros esses que têm de ficar bem delineados para se poder elaborar uma boa estratégia logística de modo a que sejam todos cumpridos. Os parâmetros dos contratos que irei focar são o transporte, o alojamento,infra-estruturas e os chamados "caprichos das estrelas"(Judas, 2006).

### Transporte
O transporte é um dos parâmetros mais importantes porque tudo tem que ser pensado ao mais pequeno pormenor, e nele o tempo é um factor essencial para que tudo corra sem atrasos. Inicialmente é necessário saber o número de elementos da banda e seu staff, se a banda e o seu staff têm os próprios meios de deslocação, ou se é necessário fornecer os mesmo, e se for necessário fornecer, é preciso saber onde o artista se encontrará antes do evento porque geralmente o avião é o meio de transporte utilizado, e é necessário programar com antecedência qual o avião a alugar por causa do número de pessoas e do tipo de material a transportar, este último parâmetro aplica-se mais aos eventos em "recinto aberto" porque se for um evento em "recinto fechado" como é um espectáculo de maior dimensão individual e de maior duração geralmente os próprios artistas fazem deslocar o próprio material e staff para preparar tudo para a sua chegada. Se for necessário transportar os artistas a informação de onde, em que data e hora se irá buscar os artistas é crucial para poder coordenar correctamente a hora do evento. Depois da chegada dos artistas é necessário providenciar um meio de transporte para os ir buscar ao local de desembarque, e caso seja necessário buscar o seu material, para isso é necessário alugar um veículo que os leve até ao seu alojamento ou até ao recinto onde se irá realizar o evento dependendo da situação, e nestes casos para além do tempo de viagem temos que contar com imprevistos alheios como trânsito, avarias entre outros. Terminado o concerto novamente é necessário levar os artistas de volta ao hotel ou a outro ponto, e para isso é necessário novamente alugar outro veículo(Judas, 2006).

### Alojamento
O alojamento depende de artista para artista, previamente é acordado o tipo de exigência e o tempo da estadia necessários à realização do evento, este tempo é superior em eventos em "recinto fechado". Conforme as exigências acordadas é necessário elaborar uma procura de mercado para encontrar qual a melhor relação preço e qualidade que as satisfaça. Temos de ter em conta que o local de estadia não poderá ser muito distante porque isso implica um maior tempo de deslocação, de custos, e uma maior probabilidade de algum imprevisto acontecer.

### Infra-estruturas
O tipo de concerto varia de artista para artista, como já foi referido se for um evento em "recinto fechado" geralmente é o próprio que faz chegar até ao local as infra-estruturas, staff e meios tecnológicos necessários à realização do seu espectáculo. No caso de um evento em "recinto aberto" é necessário acordar previamente como irá ser o tipo de espectáculo, e qual o tipo de infra-estruturas necessárias à realização do mesmo, quer na dimensão do palco em si, quer em toda a estrutura de multimédia e adereços necessárias, este é um planeamento complexo, pois é necessário providenciar todo o material a tempo do espectáculo e que este esteja operacional sem problemas, e como já foi referido como não é só um artista a actuar, tudo pode ter que mudar de um momento para o outro(Judas, 2006).

### "Caprichos das estrelas"
Os "caprichos das estrelas" são pequenas exigências que os artistas fazem e que sem elas não realizam o espectáculo. Estas exigências também têm que ser planeadas com antecedência porque podem ser ou não de difícil resolução. É importante cumprir estas exigências porque através delas poder-se-á providenciar ao artista tudo o que ele necessita para que o evento corra pelo melhor, dando um sinal de confiança que poderá ser necessário em uma outra ocasião que se deseja o regresso dele(Pereira, 2008).